# Rue de l'anse
Rue de l’anse est un téléroman québécois en 91 épisodes de 25 minutes en noir et blanc créé par Jovette Bernier et Guy Fournier et diffusé entre le 24 septembre 1963 et le 23 août 1965 à la Télévision de Radio-Canada.

## Synopsis
L'histoire se passe dans le village de Belle-Rive en Gaspésie et chaque épisode relate un événement impliquant les membres de la famille Joli et leur petite communauté. Chaque épisode est l’occasion de progresser dans l’histoire de la famille mais aussi de développer une pensée sur les événements courants de la vie.

## Fiche technique
- Réalisation : Pierre Gauvreau
- Scénaristes : Pierre Patry, Jovette Bernier et Guy Fournier
- Musique : Éric Winton
- Société de production : Société Radio-Canada

## Distribution
- Gilles Pelletier : Félix Joli
- Gisèle Schmidt : Ange-Aimée Joli
- Daniel Gadouas : Yves Joli
- Roland D'Amour : Palma Gagnon
- Suzanne Langlois : Délima Gagnon
- Pierre Dufresne : Désiré Lamy
- Béatrice Picard : Rosette Desgagnés
- Jean Harbour : Valmore Desgagnés
- Paul Guèvremont : Fred Tremblay
- Louise Latraverse : Georgette Labbé
- Maurice Beaupré : Joffre Boudreau
- Pierre Boucher : Le curé Ouellette
- Georges Bouvier : Le père Thomas
- Robert Mallette : Milou
- Yvan Brouillard : Alain Gagnon
- Rolland Bédard : Dr Larivée
- Juliette Béliveau : Mme Lacasse
- René Caron : Lacasse
- Ernest Guimond : Baptiste Beaupré
- Paul Hébert : Joachim Bérubé
- Monique Lepage : Laurence Harvey
- Yves Létourneau : Michel Berger
- Jacques Cliche : Georges
- Pierre Daigneault : Fortier
- Michel Désautels : Paul
- Jean Dubost : Ti-Ange
- Jean Duceppe : Farlatte
- Gisèle Dufour : Gaby
- Juliette Huot : Églantine
- Réjean Lefrançois : Bello
- Pierre Létourneau : Steve
- Marie-Josée Longchamps : Marie-France Farlatte
- Janine Mignolet : Juliette
- Louis De Santis : Frisé
- Jacques Bilodeau
- Anne Létourneau : enfant de la famille Joli